# 高智
高智（John W. Gowdy，1869年12月7日—1963年）生于苏格兰格拉斯哥，是美以美会会督、传教士、教育家。福建协和大学第二任校长。

## 生平
1869年12月7日，高智出生于苏格兰格拉斯哥，是约瑟夫和玛格丽特的儿子。
1893年，高智毕业于新罕布什尔州提尔顿神学院。1897年获得米德尔敦 (康涅狄格州)卫斯理大学文学士学位。1897-99年高智任教于新罕布什尔州提尔顿学校。1902年毕业于德鲁神学院（Drew Theological Seminary），获神学学士学位。美以美会新罕布什尔年会按立他为牧师。
1915年他获得哥伦比亚大学文学硕士学位。1909年贝克大学（Baker University）授予他荣誉神学博士学位。1914年卫斯理大学也授予他同样的学位。高智也是Psi Upsilon兄弟会的荣誉成员。
1902年7月1日，高智与 Elizabeth Thomspon 结婚。同年（32岁），高智夫妇受美以美会差遣，前往中国传教，驻福州，任教于鹤龄英华书院，也在福州天安堂任职。1904年，高智牧师担任英华书院校长。1906年，鹤龄英华书院发生福州第一次罢课事件，反对高智的演讲。1923年，福建协和大学首任校长庄才伟因病辞职回国就医，高智辞去鹤龄英华中学校长职务，接任为福建协和大学第二任校长。1927年，为向南京政府立案，高智辞去校长职务，让位给中国校长林景润。他还担任鹤龄英华中学、福州协和师范学校和新罕布什尔州提尔顿学校的董事。
在1930年美以美会中国区大会上，高智被选为福州年议会会督，任职到1941年。期间参加了1932、1936年的美以美会大会，1939年的合并大会，以及1940和1944年的联合卫理公会大会。
高智会督于1941年退休。退休后住在美国佛罗里达州冬季公园（Winter Park）维多利亚大道378号。他爱好研究历史，并喜爱高尔夫运动。1963年在美国去世，享年93岁。